# Spalding No. 368 (Saskatchewan)
Spalding è una municipalità rurale della provincia canadese del Saskatchewan, nella SARM Division No. 4.
Secondo il censimento del 2024, la municipalità aveva 390 abitanti.

## Geografia
Località
Le seguenti località rientrano nella municipalità di Spalding:
- Daphne
- Saint-Front
- Spalding

## Storia
L'11 dicembre del 1911 Spalding è stato incorporato come municipalità rurale.

## Economia
L'economia di Spalding è basata principalmente sull'agricoltura.